# Caudron C.440
Caudron C.440 Goéland ("hải âu") là một loại máy bay thông dụng hai động cơ, 6 chỗ nguồn. Được phát triển tại Pháp vào giữa thập niên 1930.

## Biến thể
- C.440
- C.441
- C.444
- C.445
  - C.445/1
  - C.445/2
  - C.445/3
  - C.445M
  - C.445R
- C.446 Super Goéland
- C.447
- C.448
- C.449
  - C.449/1
  - C.449/2
  - C.449/3
  - C.449/4
  - C.449/5

## Quốc gia sử dụng
Bỉ
- Không quân Bỉ
- SABENA

 Bulgaria
- Không quân Bulgary

 Pháp
- Air Bleu
- Aéromaritime
- Aeronavale
- Aigle Azur
- Air France
- Armee de l'Air
- Compagnie Air Transport (CAT)
- Règie Air Afrique

 Germany
- Deutsche Luft Hansa
- Luftwaffe

 Nam Tư
- Aeroput
- Không quân Hoàng gia Nam Tư

 Slovakia
- Slovenské vzdušné zbrane

 Cộng hòa Tây Ban Nha
- LAPE
- Không quân Cộng hòa Tây Ban Nha

## Tính năng kỹ chiến thuật (C.445M)

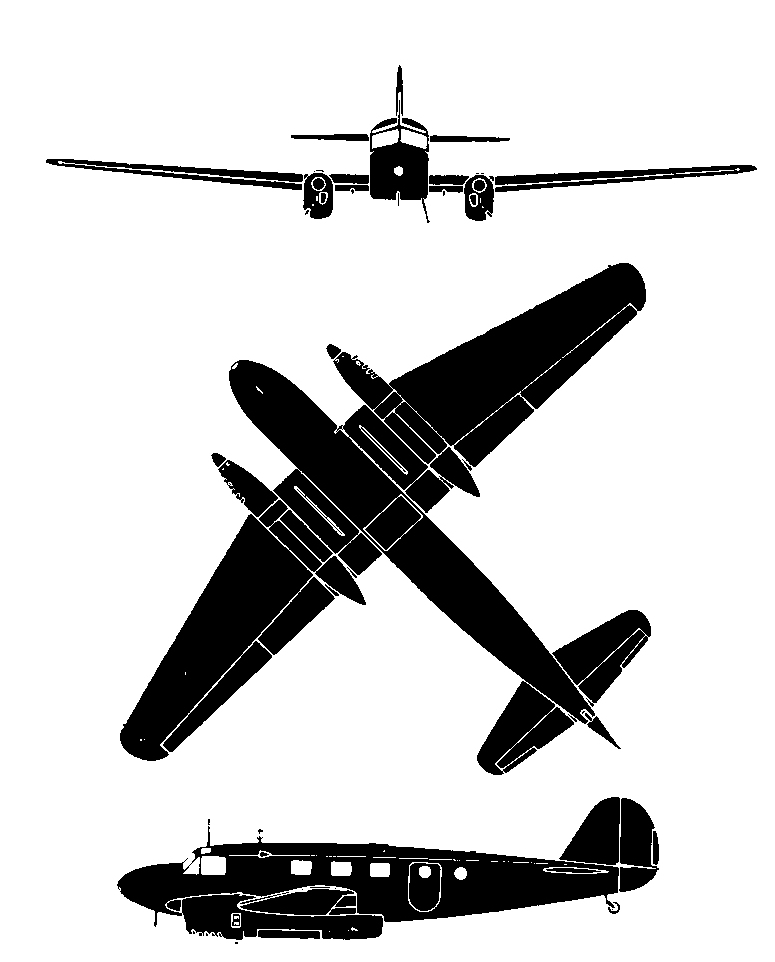
Nord C.449-1 Goeland

Đặc điểm tổng quát
- Kíp lái: 2
- Chiều dài: 13,68 m (44 ft 11 in)
- Sải cánh: 17,59 m (57 ft 9 in)
- Chiều cao: 3,40 m (11 ft 2 in)
- Diện tích cánh: 42,0 m2 (452 ft2)
- Trọng lượng rỗng: 2,292 kg (5,053 lb)
- Trọng lượng có tải: 3,500 kg (7,716 lb)
- Powerplant: 2 × Renault 6Q, 164 kW (220 hp) mỗi chiêc

Hiệu suất bay
- Vận tốc cực đại: 300 km/h (186 mph)
- Tầm bay: 1,000 km (620 dặm)
- Trần bay: 7,000 m (22.965 ft)
- Vận tốc lên cao: 3,3 m/s (650 ft/phút)